# Cassolus javanus
Cassolus javanus là một loài bọ cánh cứng trong họ Bọ hung (Scarabaeidae).